# Щавель пирамидальный
Щавель пирамидальный (лат. Rumex thyrsiflorus) — вид травянистых растений рода Щавель (Rumex) семейства Гречишные (Polygonaceae).

## Ботаническое описание

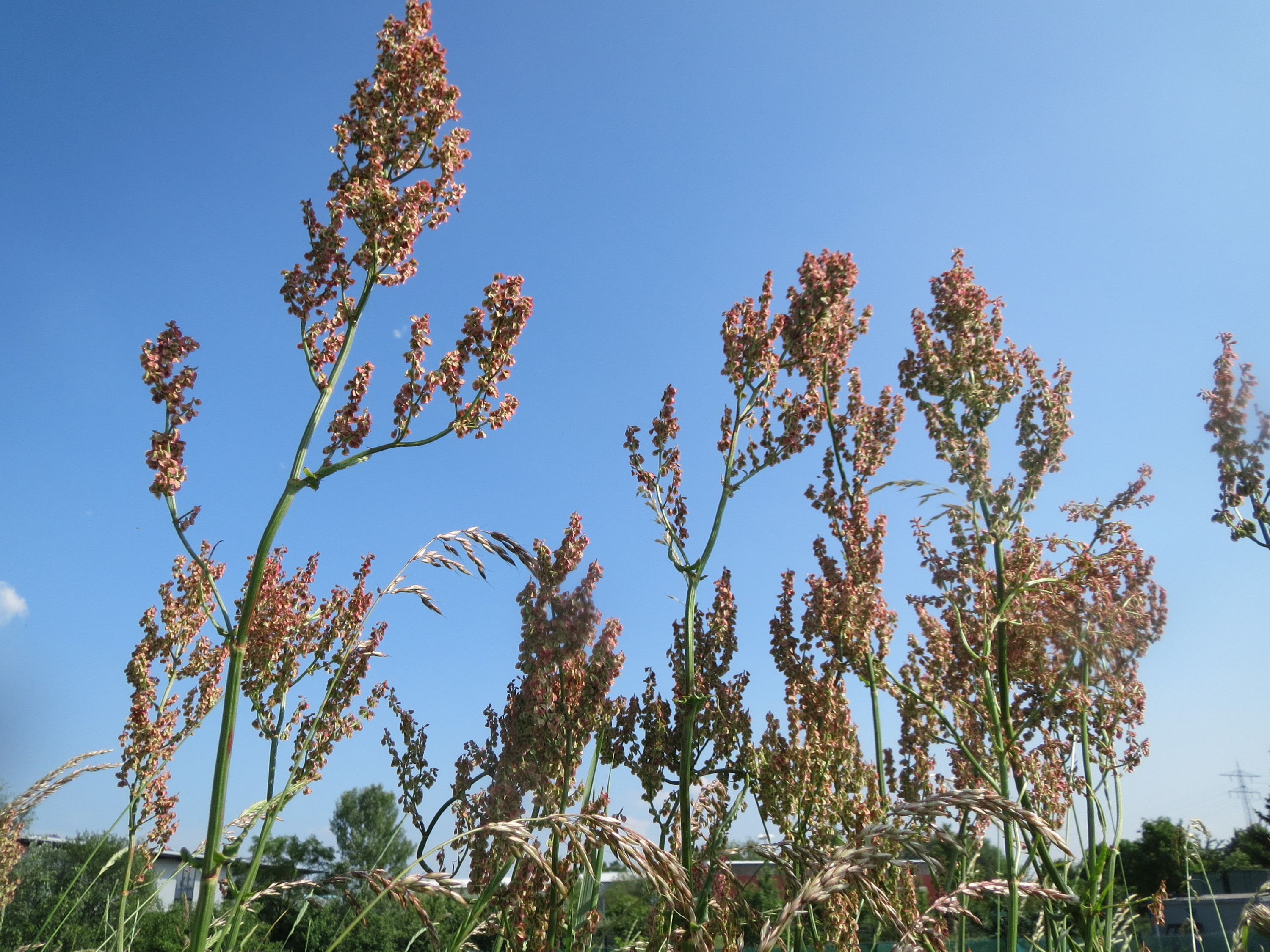
Соцветия

Многолетние травянистые растения с вертикальным длинным и толстым (5—10 мм толщиной) корнем и прямостоячим голым, тонко-ребристым стеблем 50—100 см высотой. Листья продолговато-яйцевидные, при основании стреловидные, с более или менее отклонёнными наружу узкими и острыми, прямыми или иногда серповидно-изогнутыми лопастями, промежуток между которыми по большой чисти закруглённо-выемчатый; прикорневые листья на длинных, превышающих пластинку, черешках, 3—12 см длиной и 1,5—3 см шириной; верхние стеблевые листья сидячие, более мелкие и узкие.
Цветки однополые, двудомные или смешанные, в негустых кистях, собранных неширокой метёлкой. Прицветники, сидящие при основании веточек соцветия и цветочных мутовок, плёнчатые, 1—З-зубчатые. Цветоножки сочленённые около половины своей длины. Все доли околоцветника у мужских (при плодах опадающих) цветков направлены кверху, внутренние лишь немного длиннее и шире наружных. У женских цветков наружные доли отогнуты книзу и прижаты к цветоножке, внутренние — прямостоячие, при плодах округлые и иногда по краям зазубренные.

## Распространение и экология
Евразия. Растёт на лесных и поёмных лугах, по береговым пескам, на галечниках и береговых обрывах, на лесных опушках и полянах.

## Значение и применение
В зелёном состоянии хорошо или удовлетворительно поедается крупным и мелким рогатым скотом. Хорошо поедается северным оленем (Rangifer tarandus). По наблюдениям И. В. Ларина в Казахстане удовлетворительно поедался верблюдами, козами, крупным рогатым скотом ниже удовлетворительного, лошадьми поедался плохо.

## Классификация

### Таксономия
- Rumex thyrsiflorus  Fingerh., 1829, Linnaea 4: 380

Вид Щавель пирамидальный включается в род Щавель (Rumex) семейства Гречишные (Polygonaceae) порядка Гвоздичноцветные (Caryophyllales), последовательно входящего в клады Суперастериды → Эвдикоты → Цветковые растения. Таксономическая схема в соответствии с Системой APG IV по состоянию на декабрь 2023 года:
|  |                          |  |                                   |                                   |                     |  | еще 40 семейств | еще 40 семейств |                          |  |                        |  | еще 151 подтвержденныйх видов и 494 вида в статусе "неподтвержденных" | еще 151 подтвержденныйх видов и 494 вида в статусе "неподтвержденных" |  |
|  |                          |  |                                   |                                   |                     |  | еще 40 семейств | еще 40 семейств |                          |  |                        |  | еще 151 подтвержденныйх видов и 494 вида в статусе "неподтвержденных" | еще 151 подтвержденныйх видов и 494 вида в статусе "неподтвержденных" |  |
|  |                          |  |                                   | порядок Гвоздичноцветные          |                     |  |                 |                 | род Щавель               |  |                        |  |                                                                       |                                                                       |  |
|  |                          |  |                                   | порядок Гвоздичноцветные          |                     |  |                 |                 | род Щавель               |  | 1 внутривидовой таксон |  |                                                                       |                                                                       |  |
|  | клада Цветковые растения |  |                                   |                                   | семейство Гречишные |  |                 |                 | вид Щавель пирамидальный |  |                        |  |                                                                       |                                                                       |  |
|  | клада Цветковые растения |  |                                   |                                   |                     |  |                 |                 |                          |  |                        |  |                                                                       |                                                                       |  |
|  |                          |  | ещё 63 порядка цветковых растений | ещё 63 порядка цветковых растений |                     |  |                 | еще 60 родов    | еще 60 родов             |  |                        |  |                                                                       |                                                                       |  |
|  |                          |  |                                   | ещё 63 порядка цветковых растений |                     |  |                 |                 | еще 60 родов             |  |                        |  |                                                                       |                                                                       |  |

### Синонимы
- Acetosa pratensis subsp. thyrsiflora (Fingerh.) Á.Löve
- Acetosa thyrsiflora (Fingerh.) Á.Löve
- Rumex acetosa subsp. auriculatus (Wallr.) Blytt & O.C.Dahl
- Rumex acetosa subsp. thyrsiflorus (Fingerh.) Hayek
- Rumex acetosa subsp. thyrsiflorus (Fingerh.) Čelak.
- Rumex acetosa var. auriculatus Wallr.
- Rumex acetosa var. crispus Čelak.
- Rumex acetosa var. haplorhizus (Czern. ex Turcz.) Trautv.
- Rumex auriculatus (Wallr.) H.Lindb.
- Rumex haematinus Kihlm.
- Rumex haplorhizus Czern. ex Turcz.
- Rumex nemorivagus Timb.-Lagr.
- Rumex thyrsiflorus subsp. haematinus (Kihlm.) Borodina
- Rumex thyrsiflorus subsp. haematinus Borod.
- Rumex thyrsiflorus var. mandshurica A.I.Baranov & Skvortsov